# Rochdale (stacja kolejowa)
Rochdale – stacja kolejowa w Rochdale, w hrabstwie Wielki Manchester, w Anglii, w Wielkiej Brytanii. Stacja została otwarta przez Manchester and Leeds Railway w XIX w. Dworzec został zbudowany, ze względu na ekonomię budowy i eksploatację, w pewnej odległości na południe (i na stromym wzgórzu) od centrum miasta.
Stacja znajduje się na Caldervale Line, która jest zarządzana przez Northern Rail. Stacja znajduje się również na Oldham Loop Line, która została zamknięta w październiku 2009, w ramach przygotowań do przepudowy Manchester Metrolink. Kursowanie tramwajów Metrolink na dworzec planowan jest na 2012.